# François Charrière
François Charrière, né le 1er septembre 1893 à Cerniat et mort le 11 juillet 1976 à Fribourg, est évêque du diocèse de Lausanne, Genève et Fribourg de 1945 à 1970. Il a été ordonné prêtre le 15 juillet 1917, et nommé évêque le 20 octobre 1945.

## Biographie

### Famille
François Charrière est le fils de Louis Charrière qui fut durant de très longues années syndic de sa commune, juge de paix et député au Grand Conseil fribourgeois.

### Études
Après avoir suivi ses classes primaires dans son village natal de Cerniat, François Charrière fut durant six années élèves du Collège Saint-Michel à Fribourg. Puis, il se rendit au Collège de Stans pour étudier la philosophie. En 1913, il entra au grand séminaire de Fribourg.

### Prêtrise et enseignement
François Charrière est ordonné le 15 juillet 1917 par Placide Colliard. De 1921 à 1923, il est envoyé par le diocèse à Rome au Collège angélique où il écrivit une thèse de doctorat intitulée (la) De interdictio [« L'interdit en droit ecclésiastique »]. Le 24 avril 1924, il est nommé professeur au grand séminaire de Fribourg. En 1932, on lui confie la chaire de Droit canon de l'Université de Fribourg, qu'il tient jusqu'en 1936 avant d'obtenir un statut professeur extraordinaire en congé.
François Charrière fut aussi directeur du journal La Liberté de Fribourg de 1941 à 1945. 
Il est aussi l'auteur de plusieurs ouvrages religieux, notamment Ego te absolvo, 1939, La physionomie des Heures Canoniales, 1941, et Problèmes d'aujourd'hui, Vérités de toujours, 1944.

### Évêque de Lausanne, Genève et Fribourg
François Charrière a été nommé par Pie XII, le 24 octobre 1945 pour succéder à Marius Besson, décédé le 24 février 1945. Il est sacré évêque de Lausanne, Genève et Fribourg le 21 novembre 1945 en la cathédrale Saint-Nicolas de Fribourg. Dans ce cadre, il participe au concile Vatican II en tant que père conciliaire. Le 26 mars 1960, il est reçu en audience privé par le pape Jean XXIII.
Le 1er novembre 1970, Charrière, après avoir encouragé Marcel Lefebvre à ouvrir une année de spiritualité à Fribourg, signe les statuts de la Fraternité sacerdotale Saint-Pie-X lui donnant ainsi une autorité officielle.
Il démissionne le 29 décembre 1970, et décède le 11 juillet 1976 à 82 ans,,.

## Source
- La Semaine catholique de la Suisse romande, 1945-1946
- Bernardin Wild, Au service du Seigneur : Mgr François Charrière, évêque. Reflets de son activité, Fribourg, Editions St-Justin, 1977, 20 p.